# Vaccinium myrsinites
Vaccinium myrsinites là một loài thuộc chi Việt quất, còn được biết đến với cái tên là việt quất vỏ bóng. Nó có nguồn gốc từ đông nam Hoa Kỳ, bao gồm các bang Alabama, Georgia, Nam Carolina, Florida, và Louisiana.

## Mô tả
Vaccinium myrsinites là loài cây bụi mọc thẳng đứng, có chiều cao tối đa một mét, thường lan rộng để tạo thành các bụi nhỏ. Chúng là loài thường xanh, nhưng cũng có một số thuộc loài rụng lá. Lá hình bầu dục, màu xanh tươi hoặc xanh xám, dài khoảng 1 cm, có răng cưa hoặc mượt. Cành màu xanh, có góc cạnh. Hoa màu trắng hồng hoặc phớt đỏ, hình chuông, dài gần 1 cm. Quả mọng màu đen hoặc xanh thẫm, dài khoảng 8 – 9 mm, nhiều hạt.
V. myrsinites phát triển tốt ở một số môi trường sống bao gồm kiểu đồng cỏ Bắc Mỹ, rừng lá kim, bãi lầy,... Nó cũng thường mọc ở vùng đất trống hay những nơi bị bỏ hoang.
Tương tự nhiều loài cây bụi ở miền đông nam, loài này chịu được lửa. Nó có thể mọc lại sau những trận cháy rừng bằng cách đâm chồi từ gốc rễ dưới đất. Đây cũng là cách để V. myrsinites lan rộng ra khu vực xung quanh. V. myrsinites cũng nảy mầm từ hạt giống. Hạt được phân tán bởi động vật.
V. myrsinites có thể là loài lai tạo của hai loài việt quất khác, Vaccinium tenellum và Vaccinium darrowii; trong đó V. tenellum có thể được tìm thấy ở miền nam Georgia và miền bắc Florida và V. darrowii phổ biến ở vùng ven biển Florida. Loài này cũng lai với nhiều loài việt quất hoang dã khác.

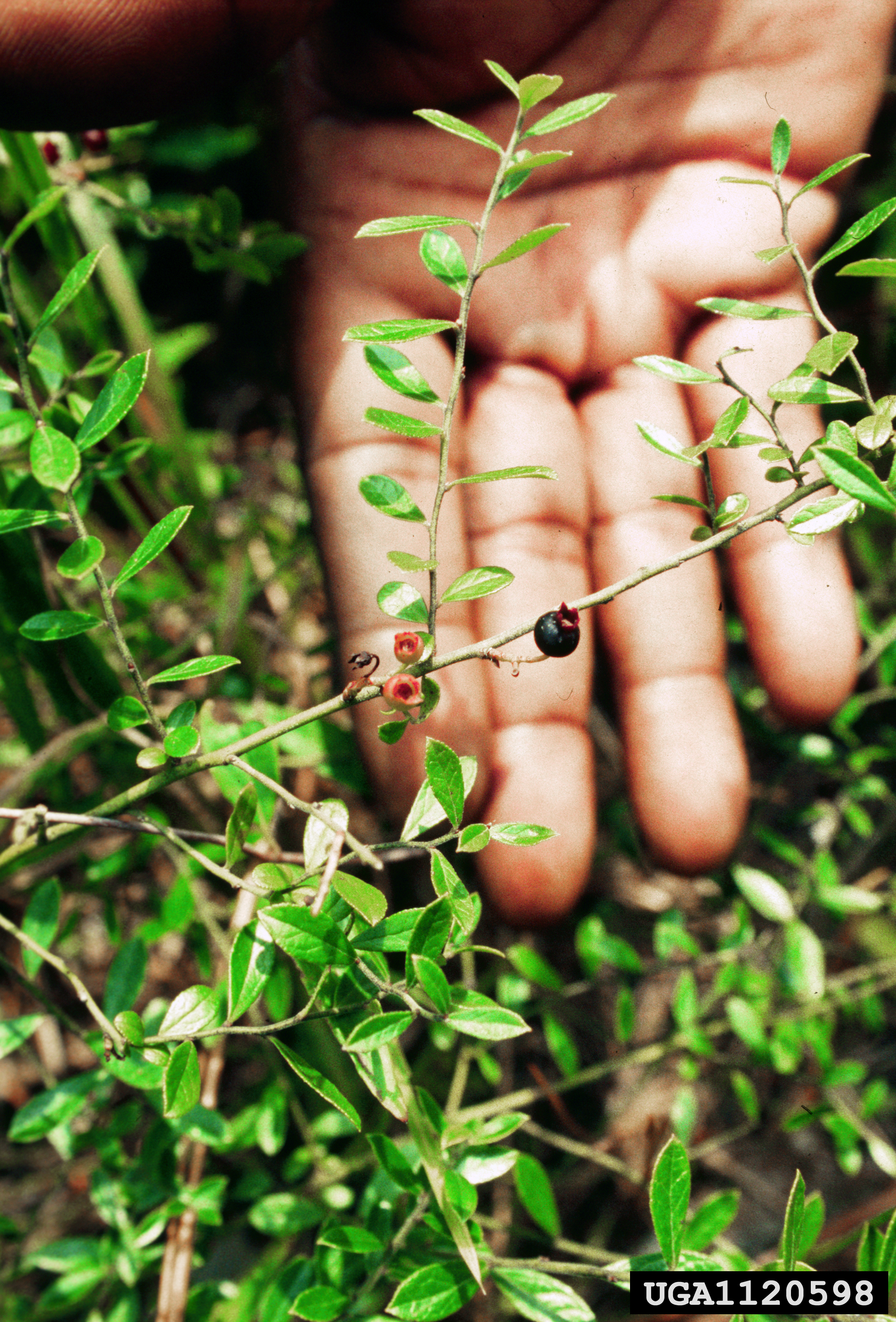
Quả của V. myrsinites